# Merle Collins
Pour les articles homonymes, voir Collins.
Merle Collins, née le 29 septembre 1950 à Aruba, est une poétesse, éditrice et auteure de nouvelles courtes grenadienne. Son œuvre s'inspire de la tradition orale des Caraïbes.

## Biographie
Née à Aruba en 1950 mais élevée à Saint-Georges, Merle Collins est dès son plus jeune âge inspirée par sa mère et sa grand-mère dans l'idée de conserver la tradition orale des Caraïbes par le langage. Après des études dans un lycée catholique à la Grenade, elle part faire son études à l'Université des Indes occidentales à Mona en Jamaïque d'où elle sort diplômée en 1972 puis revient enseigner l'anglais, l'histoire et l'espagnol dans des écoles de la Grenade et de Sainte-Lucie. En 1981, elle reçoit un master en études sur l'Amérique latine à l'Université de Georgetown. Dix ans plus tard, elle obtient son doctorat de l'université de Londres sur l'histoire et la politique de la Grenade des années 1950 à 1970.
En 1984, elle déménage en Angleterre au moment où est publiée son premier poème dans un anthologie intitulée Callaloo: A Granada Anthology. L'année suivante, elle publie son propre recueil Because the Dawn Breaks!: Poems Dedicated to the Grenadian People. Elle enseigne ensuite les études caraïbéennes à l'Université de Londres.

## Œuvre
Inspirée par la tradition orale de la culture caraïbéenne, la poésie de Collins a un rythme similaire au parlé et aux dialectes des Caraïbes. Parmi les thèmes importants de l'œuvre de Merle Collins se trouve le rôle des femmes en tant que gardienne de la langue et des valeurs traditionnelles face aux colons britanniques et la difficulté des grenadiens de développer son nationalisme comme dans Angel. Cette dernière raconte la prise de conscience politique de la protagoniste principale et l'évolution du nationalisme politique à la Grenade à travers trois générations de femmes.

#### Poésie
- Because the Dawn Breaks!: Poems Dedicated to the Grenadian People, 1985
- Rotten Pomerack, 1992
- Lady in a Boat: Poems, 1999

#### Nouvelles
- Angel, 1987
- Watchers and Seekers: Creative Writing by Black Women in Britain, 1987
- Rain Darling: Stories, 1990
- The Colour of Forgetting, 1995